# Taborstrasse (métro de Vienne)
Taborstrasse (en allemand : U-Bahn-Station Messe-Prater) est une station de la ligne U2 du métro de Vienne. Elle est située sous la Taborstraße, sur le territoire du IIe arrondissement Leopoldstadt , à Vienne en Autriche. Elle dessert notamment le Wurstelprater (de) et la Messe Wien (de).
Mise en service en 2008, elle est desservie par les rames de la ligne U2 du métro de Vienne, qui depuis le 28 mai 2021 ont pour terminus ouest provisoire Schottentor, avant l'ouverture du prolongement de la ligne prévu de 2028 à 2032.

## Situation sur le réseau

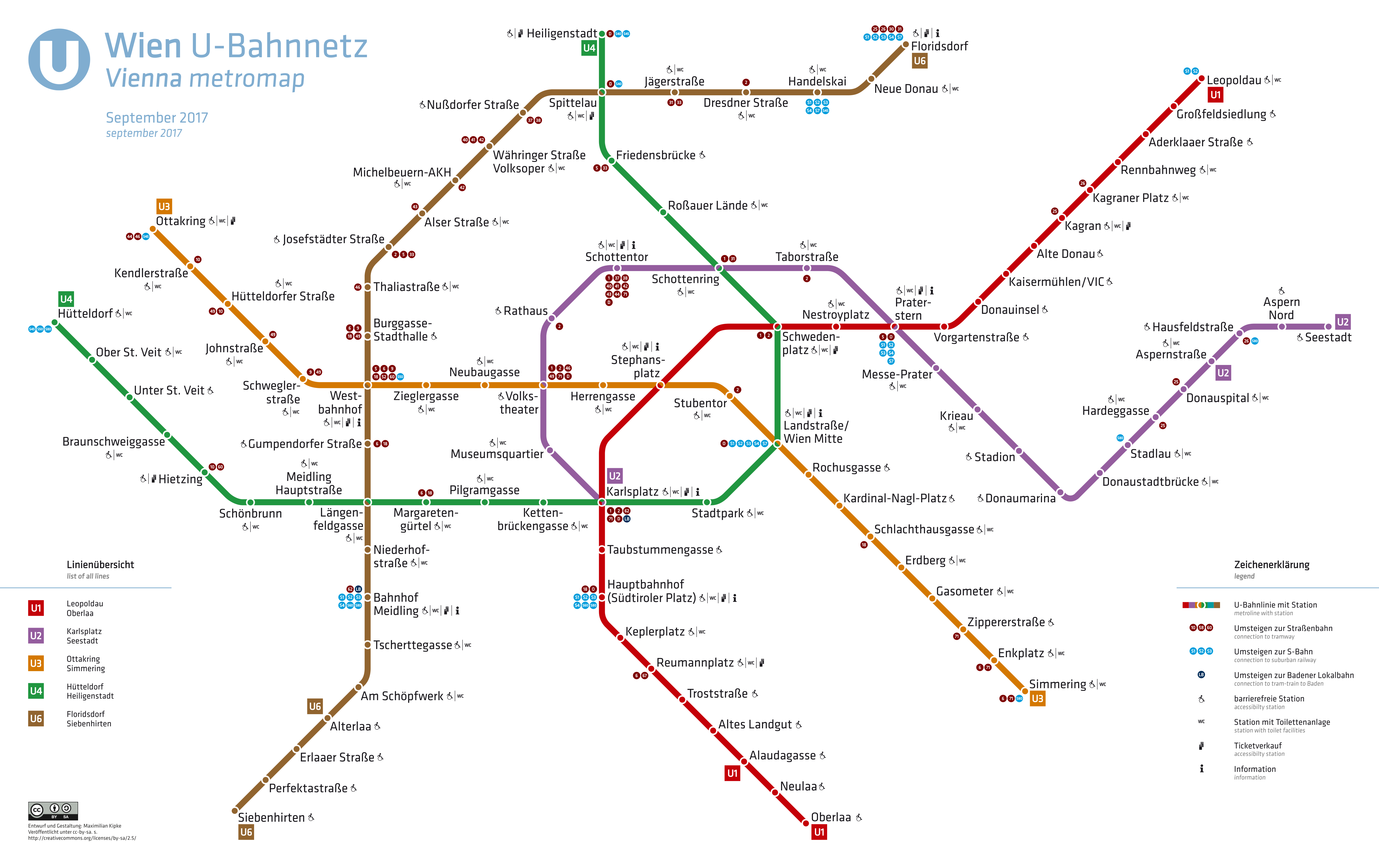
Plan du métro (2017).

Établie en souterrain, Taborstrasse est une station de passage de la ligne U2 du métro de Vienne, elle est située entre la station Praterstern, en direction du terminus est Seestadt, et la station Schottenring, en direction du terminus ouest Schottentor.
Elle dispose de deux tunnels avec chacun une voie et un quai latéral.

## Histoire
La station Taborstrasse est mise en service le 10 mai 2008, lors de l'ouverture à l'exploitation du prolongement de Schottenring au nouveau terminus provisoire Stadion.
Le 28 mai 2021, la ligne est modifiée, son terminus est reste Seestadt mais son terminus ouest devient provisoirement Schottentor, après la fermeture pour travaux de la section de Schottentor à Karlsplatz. Ceci ayant lieu dans le cadre du réaménagement de cette portion de ligne et des stations pour son intégration dans la nouvelle ligne U5 automatique et la construction d'un nouveau prolongement de la ligne U2 dont l'ouverture programmée s'échelonne de 2028 à 2032,.

## À proximité
- Parc Augarten
- Porcelaine de Vienne